# درانگی
درانگی (به لاتین: Drangey) یک جزیره در ایسلند است که در Skagafjörður واقع شده‌است. درانگی ۱۸۰ متر بالاتر از سطح دریا واقع شده‌است.